# 龍巖戰鬥
龍巖戰鬥發生於1931年3月26日，地點則是在中國閩西南一帶。該戰鬥是第一次国共内战期间的主要戰鬥之一，交戰一方為中華民國國民革命軍，另一方則為中國共產黨所領導之中國工農紅軍。